# Aladino
Aladino (en árabe: علاء الدين‎, romanizado: ʻAlāʼ ad-Dīn/ʻAlāʼu d-Dīn, lit. 'Nobleza o gloria de la fe'), también conocido como Aladino y la lámpara maravillosa, es una de las historias de Las mil y una noches y una de las más famosas en la cultura medio-oriental. Aunque no pertenece a la colección original árabe de Las mil y una noches, es uno de los cuentos más conocidos asociados con esa colección. El francés Antoine Galland fue en realidad el que lo agregó a la misma en una adaptación propia, quien había escuchado el relato de parte del cuentista cristiano maronita sirio Anṭūn Yūsuf Ḥannā Diyāb.

## Sinopsis
La historia trata sobre un joven pobre en una ciudad árabe, llamado Aladino, que es reclutado por un brujo malvado, haciéndose pasar por hermano de su fallecido padre, para que le ayude a recuperar una lámpara de aceite de una cueva mágica que apresa a quien entra en ella. Después de que el brujo malvado intentara traicionarlo, Aladino se queda con la lámpara y descubre que puede invocar a un genio que está obligado a servir a la persona que tenga la lámpara; con su ayuda, Aladino se hace rico y poderoso y se casa con la princesa del gobernante para tener mejor vida.

## Posibles interpretaciones
El tema de un tramposo burlado por otro tramposo de condición más modesta es muy frecuente en las fábulas.
Una interpretación jungiana de la historia de Aladino la consideraría un ejemplo clásico de historia de pobreza a riqueza. Este tipo de historia presenta tres partes: desde unos comienzos humildes, el protagonista logra un primer éxito en la vida, atraviesa luego una crisis importante en la que parece haberlo perdido todo, y finalmente triunfa sobre la adversidad logrando un éxito más estable y duradero. Este éxito definitivo sólo es posible gracias a que el héroe ha obtenido cierto grado de madurez interior tras la experiencia de la crisis. El primer éxito de Aladino llegó fácilmente y no estuvo basado en sus propios esfuerzos, sino en el genio que le ayudó. Su desesperación al perder el palacio y la princesa a manos del mago malvado le lleva a un lugar espiritual al que necesitaba llegar antes de poder desarrollar la auténtica fuerza y entereza haciendo que sus propios esfuerzos triunfen. La entereza que termina alcanzando está simbolizada por el restablecimiento de la relación con la princesa. Bajo este punto de vista, una de las razones del interés duradero de la historia de Aladino es nuestro a menudo inconsciente reconocimiento de la importancia de su significado subyacente: reconocemos nuestro propio esfuerzo por crecer y desarrollar el viaje de Aladino.[cita requerida]

## Fuente

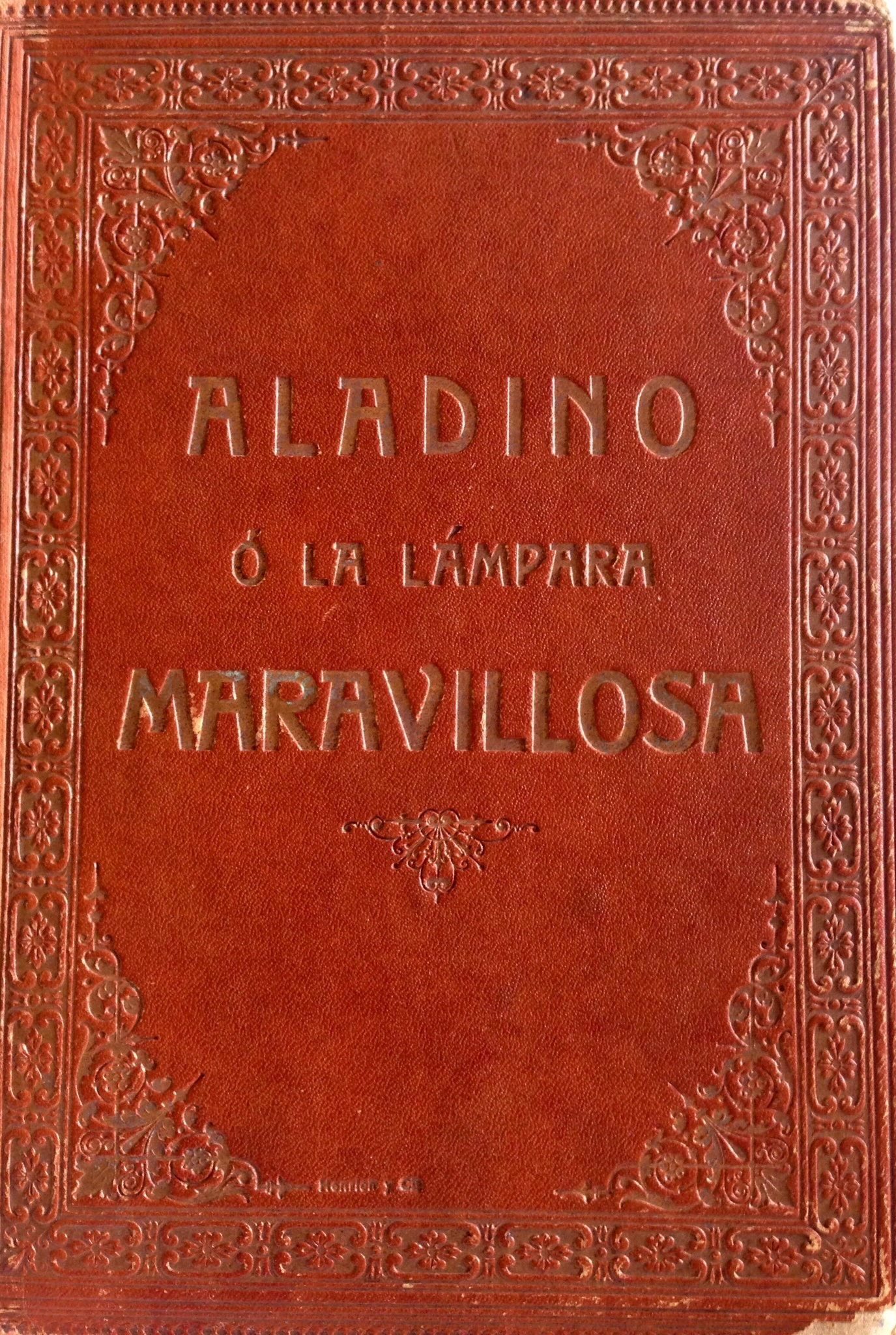
Portada de la primera traducción al español, obra de Pedro Umbert, publicada en 1910.

No se ha localizado fuente árabe medieval alguna para esta historia, que fue incorporada a Las mil y una noches por su traductor francés, Antoine Galland, quien la oyó de un cuentista sirio de Alepo. El diario de Galland (25 de marzo de 1709) registra que se encontró con un investigador maronita llamado Youhenna Diab («Hanna»), quien había sido llevado desde Alepo a París por Paul Lucas, un célebre viajero francés. El diario de Galland también cuenta que su traducción de Aladino fue realizada en el invierno de 1709 a 1710. Fue incluida en sus volúmenes IX y X de Las mil y una noches, publicados en 1710.
John Payne da en Alaeddin and the Enchanted Lamp and Other Stories (Londres, 1901) detalles del encuentro de Galland con el hombre llamado «Hanna» y del descubrimiento de la Bibliothèque Nationale de París de dos manuscritos árabes conteniendo Aladino y dos más de las historias «interpoladas». Uno es una embrollada versión siria de finales del siglo XVIII. La más interesante, en un manuscrito que perteneció al investigador Armand-Pierre Caussin de Perceval, es la copia de un manuscrito hecha en Bagdad en 1703. Fue adquirido por la Bibliothèque Nationale a finales del siglo XIX.
En el Reino Unido la historia de Aladino es un tema popular para las pantomimas. La pantomima tradicional de Aladino (a diferencia de muchas adaptaciones de la historia) es la fuente del conocido personaje de pantomima de la viuda Twankey.
Adviértase que aunque se considera un cuento árabe debido a su fuente, o porque fue incluido en Las mil y una noches, los personajes de la historia no son árabes ni persas, sino más bien del Lejano Oriente. El cuento, como otros de Las mil y una noches, se sitúa en China, lo cual es probablemente sólo una licencia literaria para situarlo en un lugar lejano, ya que por lo demás la acción transcurre en un escenario totalmente islámico donde la mayoría de la gente es musulmana. Hay una comunidad judía, tratada por los demás con prejuicios, y no se menciona a budistas ni confucionistas. Todo el mundo lleva en este país del Lejano Oriente nombres árabes y su rey parece ser más un gobernante árabe que un emperador chino real. El país de la historia era un lugar lejano mítico, definitivamente oriental.
Para un narrador desconocedor de la existencia de América, la tierra de Aladino representaría «el Extremo Oriente», mientras el país natal del mago, Marruecos, representaba «el Extremo Occidente». Magreb significa ‘poniente’ en árabe, y el nombre tradicional de Marruecos en esta lengua es Al-Magreb al-Aqsà, que significa ‘el extremo poniente’. En el imaginario árabe oriental, el Magreb, tanto por su situación en el otro extremo del mundo conocido como por ser el lugar donde se ponía el sol (y por tanto estar relacionado con la noche y las sombras), era un territorio propicio para ser el lugar de procedencia de seres misteriosos como los magos.
Al comienzo de la historia, el esfuerzo del mago por hacer el viaje más largo concebible en el mundo del narrador, subraya su determinación para lograr la lámpara y por tanto el enorme valor de ésta. En posteriores episodios, con la ayuda de los genios, el mismo recorrido de ida y vuelta se realiza instantáneamente, dando muestra de sus extraordinarios poderes.

## En la literatura y el cine

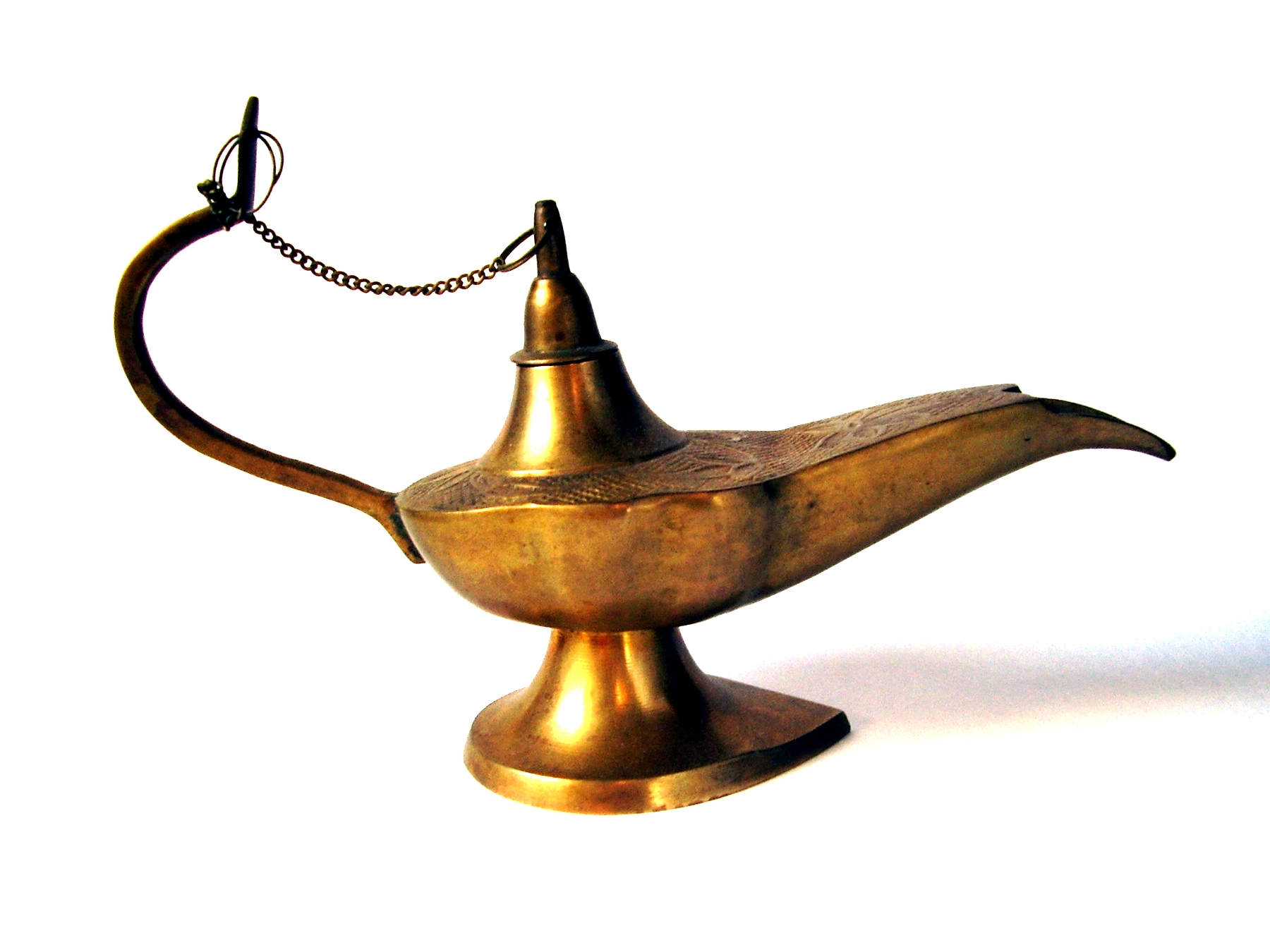
Lámpara de aceite del tipo que suele aparecer en representaciones de la historia.

Adam Oehlenschläger escribió su drama Aladdin en 1805. Carl Nielsen compuso música incidental para esta obra.
La historia ha sido adaptada en películas animadas en varias ocasiones, incluyendo Aladino y su lámpara maravillosa, un corto de Popeye de 1939. Posiblemente la versión más reconocida sea la de Walt Disney Pictures, Aladdín (1992), una película musical con canciones compuestas por Alan Menken, Howard Ashman y Tim Rice. La historia respeta muchos elementos del cuento inicial aunque el argumento difiera bastante.
En 1960, Hollywood produjo Aladino y Simbad, muy vagamente basado en el original, en el que ambos héroes se encontraban y compartían sus respectivas aventuras. En esta versión, el genio de la lámpara es femenino y Aladino se casaba con ella en lugar de con la princesa (para lo cual, la genio se convertía en mortal).
Una de las muchas reelaboraciones de la historia aparece en A Book of Wizards y A Choice of Magic, de Ruth Manning-Sanders.
Aladino es el protagonista del manga Magi. En 2019, Walt Disney Pictures preparó una nueva versión de Aladdín con actores reales que fue dirigido por Guy Ritchie.

## Enlaces enternos
- Las mil y una noches: Historia de Aladino y de la lámpara mágica; traducción española de Vicente Blasco Ibáñez.
  - Texto en Wikisource

- LANG, Andrew: Aladino y la lámpara maravillosa (Aladdin and the Wonderful Lamp), del Libro azul de los cuentos de hadas (The Blue Fairy Book).
  - Texto inglés en Wikisource; con audición.

- Edición electrónica libre de The Arabian Nights en el Proyecto Gutenberg (en inglés)
- Versión del cuento de Aladino

- Datos: Q209515
- Multimedia: Aladdin / Q209515